# 에르푸르트 변소 사고

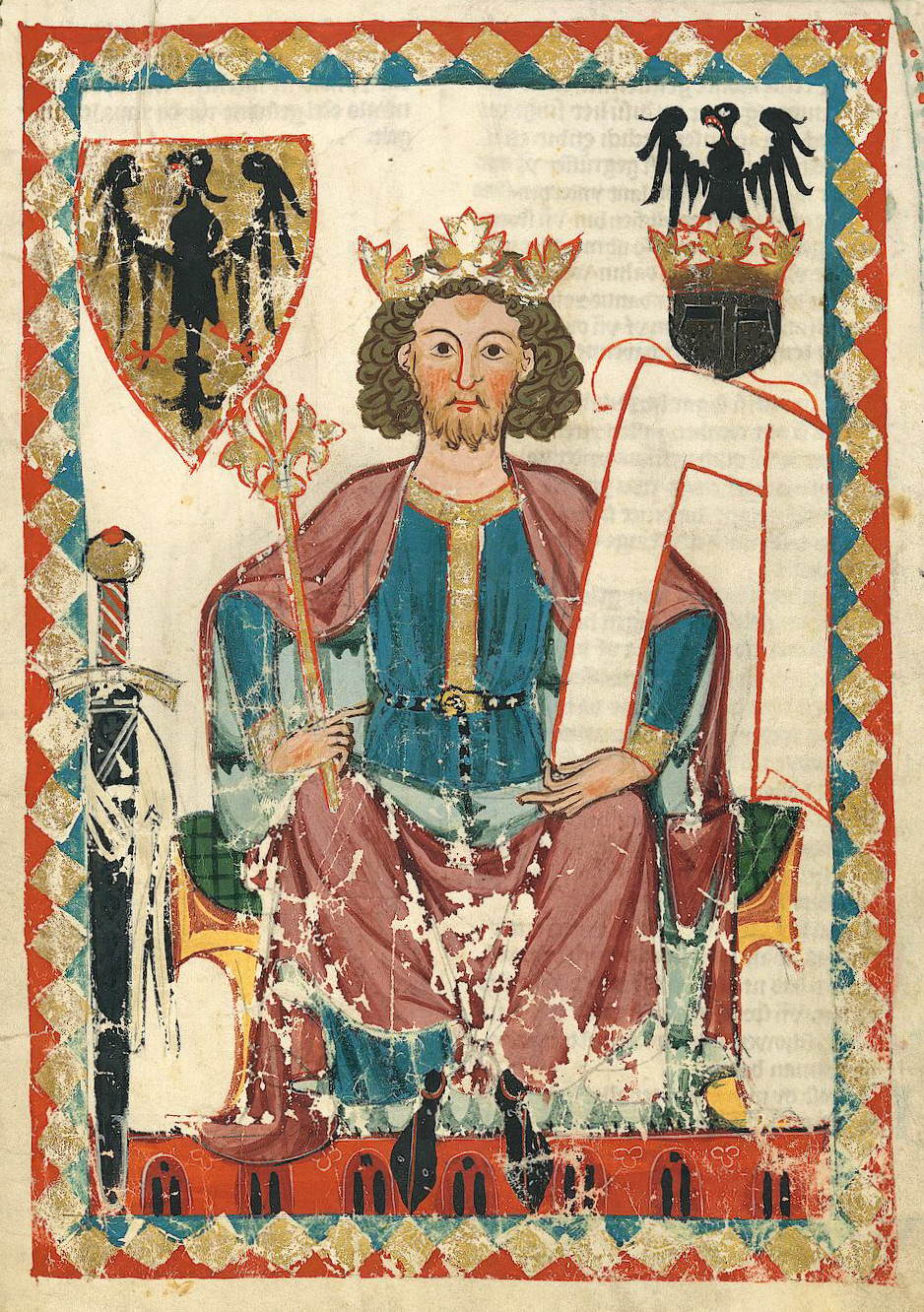
변소 사고에서 살아남은 하인리히 6세

에르푸르트 변소 사고(독일어: Erfurter Latrinensturz, "에르푸르트 변소 추락")는 1184년에 독일 튀링겐 공국의 에르푸르트에서 벌어진 인명사고다. 에르푸르트 대성당에서 신성 로마 제국의 귀족들이 궁중의회를 열기 위해 모였을 때 하중을 견디지 못한 바닥이 지하실의 변소까지 꺼지는 바람에 최소 60명의 귀족이 똥물에 익사했다.

## 배경
하인리히 사자공의 패전 이후 튀링겐의 백작 루드비히 3세와 마인츠의 대주교 콘라트 사이에 갈등이 이어오던 도중, 폴란드 왕국 침공을 위해 튀링겐을 지나가던 로마인의 왕 하인리히 6세가 화해를 주선하게 되었다. 하인리히 6세는 두 사람과 다른 귀족들을 에르푸르트로 초청해, 만찬을 가지며 회담을 진행하려 했다.

## 전개
그리하여 1184년 7월 25일, 신성 로마 제국 각지로부터 귀족들이 모여들었다. 하지만 회담이 시작되자마자 하중을 견디지 못한 나무 바닥이 무너지고 말았다. 모임에 참여한 사람들 대부분이 1층의 변소 오물통으로 떨어지면서 60명 가량이 익사했다. 이 사고로 죽은 인물 중에는 에빈베르크의 프리드리히 백작, 튀링겐의 하인리히 백작, 헤세의 고즈마르 백작, 키르히베르크의 프레데릭 백작, 바르트부르크의 부르하르트 등이 있었다. 회담을 주선했던 하인리히 6세는 돌 바닥으로 된 내실에 앉아 있었기에 화를 피할 수 있었다고 전해진다.

## 같이 보기
- 신성 로마 제국
- 에르푸르트

## 참고 문헌

### 사료
- Cronica Reinhardsbrunnensis, MGH. SS XXX/1, p. 541-542. 라틴어
- Cronica S. Petri Erfordensis moderna, MGH. SS XXX/1, p. 374. 라틴어
- Chronik von St. Peter zu Erfurt 독일어